# Бар (Мађарска)
Бар (мађ. Bár) је село у Мађарској, у јужном делу државе. Село управо припада Мохачком срезу Барањске жупаније, са седиштем у Печују.

## Природне одлике
Насеље Бар налази у јужном делу Мађарске. Најближи већи град је Мохач.
Историјски гледано, село припада мађарском делу Барање. Подручје око насеља је равничарско (Панонска низија), приближне надморске висине око 100 м. Западно од насеља се издиже Виљанско горје. Насеље се налази на десној обали Дунава.

## Становништво
Према подацима из 2013. године Бар је имао 556 становника. Последњих година број становника опада.
Претежно становништво у насељу чине Мађари римокатоличке вероисповести, а мањине су Немци (око 18%).

### Попис1910.
| Бар | Бар |
| --- | --- |
| Језик | Вера |
| <div style="border:solid transparent;position:absolute;width:100px;line-height:0; укупно: 769 Немачки 690 (89,72%) Мађарски 74 (9,62%) Српски 3 (0,39%) Хрватски 2 (0,26%) — (—%) | укупно: 769 Римокатолици 760 (98,82%) Јевреји 3 (0,39%) Православци 3 (0,39%) Гркокатолици 2 (0,26%) Калвинисти 1 (0,13%) |